# Шумшеваське сільське поселення
Шумшева́ське сільське поселення (рос. Шумшевашское сельское поселение) — муніципальне утворення у складі Аліковського району Чувашії, Росія. Адміністративний центр — село Шумшеваші.

## Історія
Станом на 2002 рік існували Атменська сільська рада (присілки Великі Атмені, Вила-Базар, Ківой, Лотра-Багіші, Шоркаси), Великоямашевська сільська рада (село Велике Ямашево, присілок Якейкіно) та Шумшеваська сільська рада (село Шумшеваші, присілки Елекейкіно, Ішпарайкіно, Караклово, Нагорна, Нова, Олух-Шумшеваші, Пізенери, Прошкіно, Сормпось-Шумшеваші, Шафранчик, виселок Атмень).

## Населення
Населення — 1449 осіб (2019, 1832 у 2010, 2228 у 2002).

## Склад
До складу поселення входять такі населені пункти:
| Населений пункт              | Населення, осіб (2002) | Населення, осіб (2010) |
| ---------------------------- | ---------------------- | ---------------------- |
| Атмень, виселок              | 35                     | 26                     |
| Велике Ямашево, село         | 303                    | 258                    |
| Великі Атмені, присілок      | 152                    | 126                    |
| Вила-Базар, присілок         | 61                     | 41                     |
| Елекейкіно, присілок         | 91                     | 78                     |
| Ішпарайкіно, присілок        | 159                    | 114                    |
| Караклово, присілок          | 46                     | 39                     |
| Ківой, присілок              | 142                    | 121                    |
| Лотра-Багіші, присілок       | 44                     | 31                     |
| Нагорна, присілок            | 45                     | 34                     |
| Нова, присілок               | 125                    | 114                    |
| Олух-Шумшеваші, присілок     | 76                     | 49                     |
| Пізенери, присілок           | 58                     | 55                     |
| Прошкіно, присілок           | 143                    | 145                    |
| Сормпось-Шумшеваші, присілок | 130                    | 95                     |
| Шафранчик, присілок          | 64                     | 54                     |
| Шоркаси, присілок            | 92                     | 74                     |
| Шумшеваші, село              | 293                    | 241                    |
| Якейкіно, присілок           | 169                    | 137                    |